# Asian Sevens Series Femenino 2013
El Asian Sevens Series Femenino de 2013 fue la decimocuarta temporada del torneo femenino de rugby 7 de la confederación asiática, fue la primera oportunidad que el campeonato se disputó en formato de circuito, contando con dos sedes en India y Tailandia.

## Calendario
| Torneo                           | Ciudad    | Fecha                 | Campeón |
| -------------------------------- | --------- | --------------------- | ------- |
| Seven Femenino de Bang Saen 2013 | Bang Saen | 20 - 21 de septiembre | China   |
| Seven Femenino de Pune 2013      | Pune      | 9 - 10 de noviembre   | Japón   |

## Tabla de posiciones
| Pos | País                   | THA | IND | Puntos |
| --- | ---------------------- | --- | --- | ------ |
| 1   | China                  | 12  | 11  | 23     |
| 2   | Japón                  | 11  | 12  | 23     |
| 3   | Hong Kong              | 10  | 9   | 19     |
| 4   | Kazajistán             | 9   | 10  | 19     |
| 5   | Singapur               | 7   | 6   | 13     |
| 6   | Sri Lanka              | 8   | 5   | 13     |
| 7   | Tailandia              | 4   | 8   | 7      |
| 8   | Filipinas              | 6   | 2   | 8      |
| 9   | Emiratos Árabes Unidos | -   | 7   | 7      |
| 10  | Taiwán                 | 5   | -   | 5      |
| 11  | Irán                   | -   | 4   | 4      |
| 12  | Guam                   | 3   | -   | 3      |
| 13  | India                  | -   | 3   | 3      |
| 14  | Corea del Sur          | 2   | -   | 2      |
| 15  | Laos                   | 1   | -   | 1      |

| Bandera de Japón |
| Campeón Japón    |
| Segundo título   |